# デイヴィット・マックヒュー
デイヴィット・マックヒュー（David McHugh、1955年12月21日 - ）は、アイルランドの元ラグビーユニオンレフリー（審判員）。アイルランド・リムリック出身。

## 略歴
現役時代のポジションはスクラムハーフ(SH)。
20歳代の時にレフリーになって、2004年、レフリーを引退した。
レフリー引退後、アイルランドラグビー協会に入る。

## 受賞歴
- ワールドラグビー最優秀レフリー賞:2023年[4]